# Führershäuschen

Das Haus des Wermelskirchener Schützenführers Schwanen 28

Das Führershäuschen ist ein Haus in Wermelskirchen, heute mit der Adresse Schwanen 28. Früher wohnte hier der Wermelskirchener Führer der Landesschützen. Als eine Art Dienstwohnung war das Haus in der Nähe des Gerichtsplatzes, heute Schwanenplatz.
Eine erste urkundliche Nennung findet sich vor 1827. Eheleute Wilhelm Schmitz und Anna Elisabeth Richartz, vererbten das Haus ihrer Tochter vor Notar Hamm. Im Jahr 1828 liehen der Schwiegersohn Peter Franz Hasenclever und seine Ehefrau Wilhelmine Schmitz 300 Taler vor Notar Hamm.
Im Urkataster 1826–30 ist der Erbe Jeremias Hasenclever als Besitzer eines Stücks Land von 13 Morgen Größe mit dem Haus in Flur 7, auf der Parzelle 188 eingetragen. Bis zum Jahr 1990 blieb das Haus in der Hand der Familie Hasenclever, dann kaufte ein Nachbar das Haus und ließ es aufwendig restaurieren.